# Laurin & Klement – Škoda 350
Laurin & Klement 350 (známý také jako Laurin & Klement – Škoda 350 nebo jen Škoda 350) byl automobil vyráběný československou automobilkou Laurin & Klement od roku 1925 do roku 1927.
Motor byl vodou chlazený řadový šestiválec s šoupátkovým rozvodem Knight. Měl objem 3498 cm³ a výkon 37 kW (50 koní). Vůz mohl jet až 100 km/h.
Celkem bylo vyrobeno 50 vozů.